# Томпсон, Гэри Скотт
Гэри Скотт Томпсон (англ. Gary Scott Thompson; род. 7 октября 1959) — американский сценарист, продюсер и режиссёр. Томпсон наиболее известен по своим работам в фильмах: «Форсаж» с Вином Дизелем в главной роли, его продолжения «Двойной форсаж», «Невидимка» с Кевином Бэйконом, в культовых классических фильмах «Считанные секунды», «88 минут» с Аль Пачино в главной роли, и «К-911. Собачья работа» и «К-9 III: Частные детективы».
Как создатель и исполнительный продюсер сериала «Лас-Вегас», Томпсон также был режиссёром 4-х эпизодов и сделал небольшое появление в роли пациента психотерапевта. Его последним главным проектом было в качестве руководителя и исполнительного продюсера шоу «Рыцарь дорог», переиздание классического телесериала 1980-х годов.

## Жизнь
Проведя большую часть своего детства на Американских Самоа, Томпсон первым получил воздействие от мира развлечений в качестве актёра, изучая ремесло таких актёров как Пауэрс Бут. В конце концов остановившись на работе сценариста, он получил степень магистра Изобразительных искусств от Нью-Йоркского университета и пошёл работать в качестве драматурга.

## Фильмография
| Год  |   | Русское название                | Оригинальное название                 | Роль                                                  |
| ---- | - | ------------------------------- | ------------------------------------- | ----------------------------------------------------- |
| 1999 | ф | К-911. Собачья работа           | K-911                                 | сценарист                                             |
| 2000 | ф | Невидимка                       | Hollow Man                            | сюжет                                                 |
| 2001 | ф | Форсаж                          | The Fast and the Furious              | сюжет, сценарист                                      |
| 2002 | ф | К-9 III: Частные детективы      | K-9: P.I.                             | сюжет, сценарист                                      |
| 2003 | ф | Двойной форсаж                  | 2 Fast 2 Furious                      | персонажи, сюжет                                      |
| 2003 | с | Лас-Вегас                       | Las Vegas                             | исполнительный продюсер, режиссёр, создатель, кастинг |
| 2006 | ф | Тройной форсаж: Токийский дрифт | The Fast and the Furious: Tokyo Drift | персонажи                                             |
| 2006 | ф | Невидимка 2                     | Hollow Man 2                          | персонажи, сюжет                                      |
| 2007 | ф | 88 минут                        | 88 Minutes                            | сценарист, продюсер                                   |
| 2008 | с | Рыцарь дорог                    | Knight Rider                          | исполнительный продюсер, режиссёр, сценарист          |
| 2009 | ф | Форсаж 4                        | Fast & Furious                        | персонажи                                             |
| 2011 | ф | Форсаж 5                        | Fast Five                             | персонажи                                             |
| 2013 | ф | Форсаж 6                        | Furious 6                             | персонажи                                             |
| 2014 | ф | Форсаж 7                        | Fast & Furious 7                      | персонажи                                             |